# Frankendorf (Luckau)
Frankendorf ist ein Gemeindeteil von Görlsdorf, einem Ortsteil der Stadt Luckau im brandenburgischen Landkreis Dahme-Spreewald.

## Lage
Frankendorf liegt in der Niederlausitz. Benachbarte Orte sind Egsdorf im Nordosten, Garrenchen im Osten, Schlabendorf am See im Südosten, Görlsdorf im Süden, Goßmar (zu Heideblick) und Freesdorf im Westen sowie Cahnsdorf im Nordwesten. Durch den Ort verläuft die Kreisstraße 6129.

## Geschichte

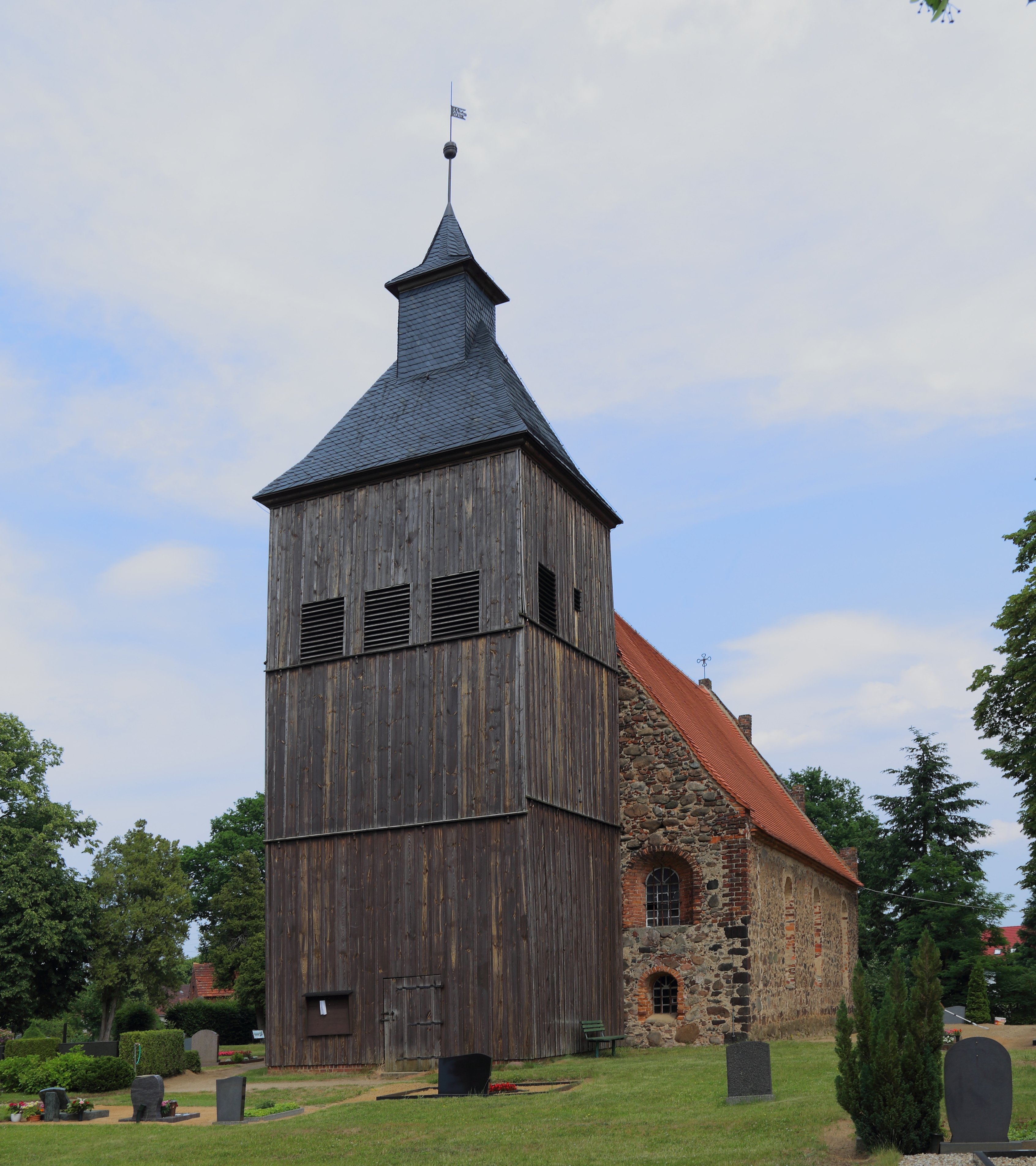
Dorfkirche Frankendorf

Frankendorf wurde im Jahr 1299 als Frankindorff erstmals urkundlich erwähnt. Der Ortsname ist auf fränkische Siedler zurückzuführen. Die Dorfkirche Frankendorf wurde im 14. Jahrhundert gebaut.
Frankendorf wurde am 1. Juli 1950 nach Görlsdorf eingemeindet. Ab dem Jahr 1952 gehörte die Gemeinde Görlsdorf und somit auch der Ortsteil Frankendorf zum Kreis Luckau. Nach der Wiedervereinigung lag Frankendorf vom 25. Mai 1992 bis zum 25. Oktober 2003 das Amt Luckau. Am 6. Dezember 1993 kam Görlsdorf mit Frankendorf zum neu gegründeten Landkreis Dahme-Spreewald. Am 26. Oktober 2003 wurde Görlsdorf mit Frankendorf nach Luckau eingemeindet.

## Bevölkerungsentwicklung
| Jahr | Einwohner |
| ---- | --------- |
| 1875 | 147       |
| 1890 | 147       |
| 1910 | 135       |
| 1925 | 154       |
| 1933 | 133       |
| 1939 | 131       |
| 1946 | 187       |